# Janez Teran

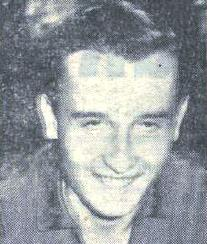
Janez Teran

Janez Teran ist ein jugoslawischer Tischtennisspieler, der 1962 zweimal die Europameisterschaft gewann.

## Werdegang
Von 1959 bis 1965 nahm Teran an vier Weltmeisterschaften teil. Dabei kam er mit dem jugoslawischen Team 1961 und 1963 auf die Plätze vier beziehungsweise fünf. Erstmals wurde Teran 1958 für eine Europameisterschaft nominiert. Bei der EM 1962 in Berlin wurde er Europameister im Doppel mit Vojislav Marković und mit dem jugoslawischen Team. Zusammen mit Markovic siegte er bei den Internationalen Deutschen Meisterschaften 1961/62 im Doppel.

## Turnierergebnisse
| Verband | Veranstaltung       | Jahr | Ort       | Land | Einzel     | Doppel    | Mixed        | Team |
| ------- | ------------------- | ---- | --------- | ---- | ---------- | --------- | ------------ | ---- |
| YUG     | Europameisterschaft | 1962 | Berlin    | FRG  |            | Gold      |              | 1    |
| YUG     | Weltmeisterschaft   | 1965 | Ljubljana | YUG  | Qual       | letzte 64 | letzte 64    |      |
| YUG     | Weltmeisterschaft   | 1963 | Prag      | TCH  | letzte 64  | letzte 16 | letzte 64    | 5    |
| YUG     | Weltmeisterschaft   | 1961 | Peking    | CHN  | letzte 128 | letzte 32 | keine Teiln. | 4    |
| YUG     | Weltmeisterschaft   | 1959 | Dortmund  | FRG  | letzte 64  | letzte 64 | keine Teiln. |      |